# Moyses Szklo
Moyses Szklo es un epidemiólogo y médico científico brasileño. Es Profesor Universitario con Servicio Distinguido de Epidemiología y Medicina en la Universidad Johns Hopkins, Editor en Jefe Emérito del American Journal of Epidemiology y director del Instituto de Verano de Epidemiología y Bioestadística de Johns Hopkins. Szklo ha publicado más de 300 artículos en revistas revisadas por pares, así como un importante libro de texto de epidemiología. Ha dirigido varias sociedades y estudios epidemiológicos importantes y ha impartido conferencias y dirigido cursos en todo el mundo.